# Чэмплин, Эдвард
Эдвард Чэмплин (Edward (Ted) James Champlin; род. 3 июня 1948, Нью-Йорк) — американский историк-антиковед, специалист по Древнему Риму, занимающийся его социальной и культурной историей времён поздней республики и ранней империи. Доктор философии (1976), эмерит-профессор Принстона (с 2016), где трудился с 1975 года.
Когда ему был год, их семья перебралась в Торонто, где он и вырос, получил образование.
Окончил Торонтский университет (бакалавр современной истории, 1970; магистр классики, 1972). Степень доктора философии D.Phil. получил в Оксфорде в 1976 году. На основе своей диссертации выпустил свою первую книгу «Fronto and Antonine Rome» (она удостоилась похвалы самого Р. Сайма). С 2016 года эмерит-профессор Принстона, где перед тем провёл 41 год, на протяжении шести лет заведовал кафедрой классики и восемь лет возглавлял Butler College.
Автор 40 статей (по состоянию на 2016 год).
Автор книг «Fronto and Antonine Rome» (Harvard UP, 1980), «Final Judgments: Duty and Emotion in Roman Wills» (Princeton University Press, 1991), «Nero» (Harvard University Press, 2003).